# Barakat I
Barakat (I) ibn Hàssan ibn Ajlan fou xerif de la Meca, de la setena generació després de Qatada ibn Idris (1201-1220), fundador de la darrera dinastia de xerifs, els haixemites.
El seu pare Hàssan (II) ibn Ajlan (1396-1418) el va associar al poder (1407) però aquest li fou disputat per alguns cosins (Àhmad III i Rumahita II). El 1418 el seu pare va abdicar a causa de la seva avançada edat i Barakat I fou reconegut com a successor pel sultà mameluc Barsbay (1422-1438) contra les pretensions d'Alí II. El sultà Jàqmaq (1438-1453) va nomenar un inspector (nazir) per les ciutats santes i va instal·lar a la Meca una guarnició de 50 cavallers.
Va exercir el càrrec fins al 1442 i es va haver d'enfrontar amb el seu germà Alí II. El 1442 fou destronat per Alí III, al qual el va substituir Abu-l-Qàssim (1444-1447), però el 1447 va poder recuperar el poder que va conservar fins a la mort el 1455. El va succeir el seu fill Muhàmmad V (1455-1497).